# 竹田定矩
竹田 定矩（たけだ さだのり、1769年（明和6年）- 1799年（寛政11年7月22日））は江戸時代の儒学者、教育者。福岡藩の藩儒竹田家の第5代当主。藩校修猷館（東学問稽古所）第2代総受持（館長、「教授」とも称される）。号は復斎。字（あざな）は子恕。通称は平之丞。

## 経歴
福岡藩の藩校である修猷館の、初代総受持を務めた竹田定良(梅廬)の長男として生まれる。
1793年（寛永5年）長崎に遊学し、更に京都に上って西依成斎、若槻幾斎らに学ぶ。帰藩して、定良の後を継ぎ、1796年（寛政8年）に修猷館の総受持となり、黒田家の家譜編纂にも携わった。
病気を患い、1799年（寛政11年）から、島村遜、井土周徳、奥山弘道の3名が、輪番で総受持の職を代行することになり、同年に定矩が死去後も、弟である竹田定夫が総受持に就任する1807年（文化4年）まで、その3名で代行している（翌年に井土周徳、翌々年に奥山弘道が死去したため、その後は島村遜のみが代行）。